# Cerro Gordo, delstaten Mexiko

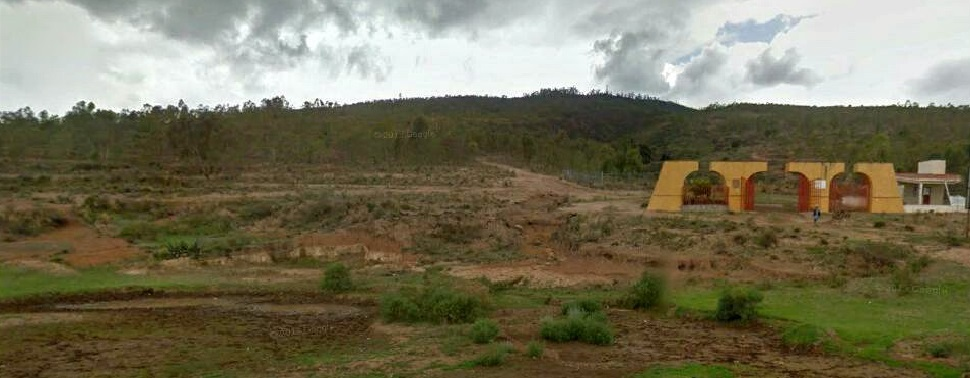
Parken kring Cerro Gordo.

Cerro Gordo, även omnämnd som Tonantépetl är ett berg och utslocknad vulkan vid berget/parken Cerro Gordo mellan kommunerna Otumba och Temascalapa nordost om Ecatepec de Morelos.